# Ansamblul urban „Fabric” (II) din Timișoara

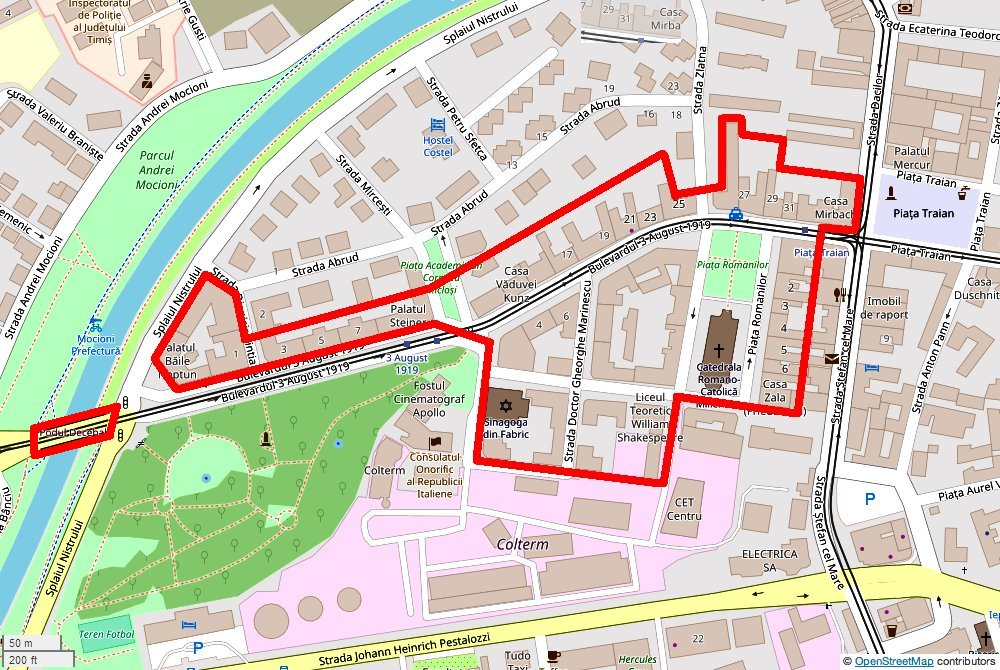
Localizarea și limitele ansamblului

Ansamblul urban „Fabric” (II) este o zonă din cartierul Fabric al Timișoarei, declarată monument istoric, având codul LMI TM-II-a-A-06097. Construită după 1870, în special în jurul anilor 1900, zona este relativ omogenă din punct de vedere al stilului arhitectural, predominând stilul Art Nouveau, curentul Secession. Zona este una cu bogat potențial turistic.

## Limite
Limitele ansamblului sunt Podul Neptun – Splaiul Nistrului – Str. Profesor Dionisie Linția – Bd. 3 August 1919 (până la nr. 33, inclusiv)  – Str. Mircești (până la intersecția cu Str. Abrud)  – Piața Romanilor – Str. Dr. Ernest Neumann (fostă Episcop Joseph Nischbach).

## Istoric
Zona a început să fost construită după ce prin ordinul din 10 noiembrie 1868 al lui Franz Joseph zona Non Aedificandi (esplanada) a fost redusă de la 500 de stânjeni (948 m) la 300 de stânjeni (569 m), astfel suburbiile s-au putut apropia de cetate. Limita de 500 de stânjeni a esplanadei trecea cam la 100–150 m vest de actualele străzi Dacilor și Ștefan cel Mare. Imediat după 1868 a fost trasată actuala Piață a Romanilor și a fost completată latura ei de est cu clădiri, realizând un front închis. În anii 1880 s-a construit pe latura de sud clădirea societății de electricitate, iar după 1890 s-au construit casele de pe latura de vest. Tot în anii 1890 (între 1896–1901) s-a construit în piață biserica Millennium.
Tot după restrângerea esplanadei a început completarea arterei de legătură cu cartierul Cetate, actualul bulevard 3 August 1919. Prima casă construită aici a fost, în 1870, Casa Arhiducelui. Imediat după defortificarea orașului și demolarea zidurilor cetății frontul de nord al bulevardului s-a completat cu un șir de palate. Cu excepția casei Dr. Samuel Kohn, toate clădirile de pe bulevard au fost realizate înainte de Primul Război Mondial, ceea ce îi conferă zonei un caracter relativ unitar.

## Turism
Zestrea arhitectonică a zonei este una din atracțiile cartierului Fabric, aici organizându-se tururi turistice.

## Clădiri și statui care fac parte din ansamblu
| Poz. | Descriere | Adresă, Coordonate                                                                     | Data autorizării/ data terminării, Arhitect | Imagine | Note                                                   |
| ---- | --- | -------------------------------------------------------------------------------------- | ------------------------------------------- | ------- | ------------------------------------------------------ |
| 1    | Podul Decebal (fost Neptun). Stil Secession. | Bd. Revoluției din 1989/ Bd. 3 August 1919 45°45′22″N 21°14′27″E / 45.7560°N 21.2409°E | 1908/ 1909 Albert Kálmán Körössy (hu)       |         | [ 10 ] [ 11 ]                                          |
| 2    | Baia Publică Neptun (maghiară Hungária Fürdő) | Splaiul Nistrului, nr. 1 45°45′24″N 21°14′31″E / 45.7566°N 21.2419°E                   | 30 mar 1912/ 1914 László Székely            |         | [ 8 ] [ 10 ] [ 12 ] [ 13 ] [ 14 ] [ 15 ] [ 16 ]        |
| 3    | Casa Károly Kiss. Stil Art Nouveau, curentul Secession. | Splaiul Nistrului, nr. 2 45°45′25″N 21°14′32″E / 45.7569°N 21.2421°E                   | iun 1911/ 1912 László Székely               |         | [ 17 ]                                                 |
| 4    | Palatul Károly Kiss. Stil Art Nouveau, curentul Secession. | Str. Prof. Dionisie Linția, nr. 1 45°45′26″N 21°14′32″E / 45.7571°N 21.2423°E          | 1912 László Székely                         |         | [ 18 ]                                                 |
| 5    | Palatul văduvei Székely (Palatul Zsuzsanna Székely, mama lui László Székely). Stil Secession cu decorațiuni geometrice.                                                               | Bd. 3 August 1919, nr. 1 45°45′24″N 21°14′33″E / 45.7566°N 21.2425°E                   | 8 mar 1911/ 24 oct 1911 László Székely      |         | [ 8 ] [ 12 ] [ 19 ] [ 20 ]                             |
| 6    | Palatul Karl Kunz. Stil Art Nouveau cu elemente istoriciste. | Str. Prof. Dionisie Linția, nr. 2 45°45′24″N 21°14′35″E / 45.7567°N 21.2430°E          | 6 nov 1902/ 29 oct 1903 Gábor Fodor         |         | [ 8 ] [ 12 ] [ 21 ] [ 22 ] [ 23 ]                      |
| 7    | Palatul Franz Anheuer. Stil Secession. Ornamente feminine și lire aurite. | Bd. 3 August 1919, nr. 5 45°45′24″N 21°14′36″E / 45.7568°N 21.2434°E                   | 21 mai 1900/ 1 apr 1901 Eduard Reiter       |         | [ 8 ] [ 12 ] [ 24 ] [ 25 ] [ 26 ]                      |
| 8    | Palatul Ignácz Heymann. Decorațiuni neobaroce. | Bd. 3 August 1919, nr. 7 45°45′24″N 21°14′38″E / 45.7568°N 21.2438°E                   | 18 iun 1900/ 4 apr 1901                     |         | [ 8 ] [ 12 ] [ 25 ] [ 27 ]                             |
| 9    | Palatul Miksa (Max) Steiner. Stil eclectic/Secession cu ornamente istoriciste. | Bd. 3 August 1919, nr. 9 45°45′25″N 21°14′40″E / 45.7569°N 21.2444°E                   | 4 iun 1901/ 17 apr 1902 Eduard Reiter       |         | [ 8 ] [ 12 ] [ 15 ] [ 28 ] [ 29 ] [ 30 ] [ 31 ] [ 32 ] |
| 10   | Casa Arhiducelui. Stil neoclasicist. | Bd. 3 August 1919, nr. 11 45°45′25″N 21°14′43″E / 45.7570°N 21.2453°E                  | 1868/ 1870                                  |         | [ 12 ] [ 24 ] [ 33 ] [ 34 ]                            |
| 11   | Casa văduvei Kunz (Casa Artiștilor). Stil eclectic istoricist cu elemente clasiciste.                                                                                                 | Bd. 3 August 1919, nr. 13 45°45′26″N 21°14′44″E / 45.7571°N 21.2456°E                  | sec. XIX                                    |         | [ 35 ] [ 36 ]                                          |
| 12   | Palatul Josef Kunz (Palatul Johann Engels). Stil eclectic istoricist cu decorațiuni neobaroce.                                                                                        | Str. Episcop Joseph Lonovici, nr. 1 45°45′24″N 21°14′44″E / 45.7567°N 21.2455°E        | 5 mar 1892/ 28 oct 1892                     |         | [ 12 ] [ 37 ] [ 38 ] [ 39 ]                            |
| 13   | Palatul Ferencz Pruschinovsky (Palatul Iános Horváth, Casa Adler)]]. Stil eclectic istoricist. Stare medie (conservat).                                                               | Bd. 3 August 1919, nr. 4 45°45′25″N 21°14′45″E / 45.7569°N 21.2458°E                   | 4 aug 1892/ 23 oct 1893                     |         | [ 39 ] [ 40 ]                                          |
| 14   | Palatul Dávid Hübsch (Casa Sigismund Beran, Casa Schlosser). Stil eclectic istoricist.                                                                                                | Str. Dr. Gheorghe Marinescu, nr. 2 45°45′25″N 21°14′46″E / 45.7570°N 21.2461°E         | sec. XIX                                    |         | [ 39 ] [ 41 ] [ 42 ]                                   |
| 15   | Casa Lebovics. | Bd. 3 August 1919, nr. 15 45°45′26″N 21°14′45″E / 45.7572°N 21.2458°E                  | sec. XIX                                    |         | [ 15 ]                                                 |
| 16   | Casa Singer. | Bd. 3 August 1919, nr. 17 45°45′26″N 21°14′46″E / 45.7573°N 21.2461°E                  | sec. XIX                                    |         | [ 15 ]                                                 |
| 17   | Palatul Stefan Elstner (Casa Reichenbach). | Str. Dr. Gheorghe Marinescu, nr. 1 45°45′25″N 21°14′47″E / 45.7569°N 21.2465°E         | c. 1888–1889/ c. 1889 Eduard Reiter         |         | [ 39 ]                                                 |
| 18   | Palatul Iosif Bonțilă (Palatul Gyula Illits). Stil eclectic istoricist. | Bd. 3 August 1919, nr. 6 45°45′26″N 21°14′48″E / 45.7572°N 21.2466°E                   | 8 aug 1893 1894                             |         | [ 39 ] [ 43 ]                                          |
| 19   | Palatul Mór Lőwy (Casa Wilhelm). Stil eclectic istoricist cu elemente clasiciste și neobaroce.                                                                                        | Bd. 3 August 1919, nr. 19 45°45′27″N 21°14′47″E / 45.7575°N 21.2464°E                  | 25 apr 1897/ 28 ian 1898 Karl Hart          |         | [ 35 ] [ 45 ] [ 46 ]                                   |
| 20   | Casa Samuel Waldmann (Casa Jakab Blumberg, Casa Odön Kovács). Stil eclectic istoricist, cu elemente clasiciste și neobaroce.                                                          | Bd. 3 August 1919, nr. 8 45°45′26″N 21°14′49″E / 45.7573°N 21.2469°E                   | c. 1888–1889 c. 1889                        |         | [ 41 ] [ 39 ] [ 47 ]                                   |
| 21   | Hanul „Regina Angliei” (Teatrul de vară „Arena”). Stil eclectic istoricist. | Bd. 3 August 1919, nr. 27 45°45′28″N 21°14′53″E / 45.7578°N 21.2481°E                  | sec. XIX                                    |         | [ 48 ]                                                 |
| 22   | Casa Dr. Emanuel Kohn. Stil modernist. | Bd. 3 August 1919, nr. 31 45°45′28″N 21°14′55″E / 45.7577°N 21.2485°E                  | 26 feb 1935/ 1935 Albert Kristóf-Krausz     |         | [ 49 ] [ 50 ]                                          |
| 23   | Palatul Contesei Anna Mirbach. Stilul anilor 1900, ornamentată cu pilaștri pe două nivele. Casă de raport.                                                                            | Bd. 3 August 1919, nr. 33 45°45′28″N 21°14′56″E / 45.7577°N 21.2490°E                  | 29 feb 1904/ 13 mai 1904 József Kremer sr.  |         | [ 12 ] [ 51 ] [ 52 ] [ 53 ]                            |
| 24   | Palatul Ștefania (Palatul Totisz, Casa cu maimuțe), aripa de vest. Stil Art Nouveau, curentul Secession Sub cornișă sunt decorațiuni reprezentând urși și gorile.                     | P-ța Romanilor, nr. 1 45°45′27″N 21°14′55″E / 45.7574°N 21.2486°E                      | 1909/ 1910 László Székely                   |         | [ 54 ] [ 55 ] [ 56 ]                                   |
| 25   | Palatul Miksa Róna (Palatul Arthur Kincs), frontul de vest. Stil Art Nouveau, curentul Secession.                                                                                     | P-ța Romanilor, nr. 2 45°45′26″N 21°14′55″E / 45.7572°N 21.2485°E                      | 26 sep 1911/ 1912 Henrik Telkes             |         | [ 57 ] [ 58 ] [ 59 ]                                   |
| 26   | Casă. | P-ța Romanilor, nr. 3 45°45′25″N 21°14′54″E / 45.7570°N 21.2484°E                      | sec. XIX                                    |         | [ 2 ]                                                  |
| 27   | Casă. | P-ța Romanilor, nr. 4 45°45′25″N 21°14′54″E / 45.7569°N 21.2484°E                      | sec. XIX                                    |         | [ 2 ]                                                  |
| 28   | Casă. | P-ța Romanilor, nr. 5 45°45′24″N 21°14′54″E / 45.7567°N 21.2483°E                      | 1894                                        |         | [ 2 ]                                                  |
| 29   | Casa Mór Frank. Stil Art Nouveau, curentul Secession. | P-ța Romanilor, nr. 6 45°45′24″N 21°14′54″E / 45.7566°N 21.2483°E                      | aug 1912/ 1913                              |         | [ 60 ] [ 61 ]                                          |
| 30   | Casa Julia. | P-ța Romanilor, nr. 7 45°45′23″N 21°14′54″E / 45.7565°N 21.2483°E                      | 1850                                        |         | [ 2 ]                                                  |
| 31   | Casa Zala (Casa Alexandru Friedmann, Casa cu piatra de poticnire, Stolperstein). Stil eclectic istoricist.                                                                            | P-ța Romanilor, nr. 8 45°45′23″N 21°14′54″E / 45.7563°N 21.2483°E                      | sec. XIX                                    |         | [ 60 ] [ 62 ]                                          |
| 32   | Casă. | P-ța Romanilor, nr. 9 45°45′23″N 21°14′54″E / 45.7563°N 21.2483°E                      | sec. XIX                                    |         | [ 2 ]                                                  |
| 33   | Casa Lajos Czermák. | Str. Episcop Alexandru Bonnaz, nr. 12 45°45′23″N 21°14′50″E / 45.7565°N 21.2471°E      | 17 mai 1902 1902                            |         | [ 2 ] [ 39 ]                                           |
| 34   | Casa Parohială Romano–Catolică din Fabric. | Str. Episcop Alexandru Bonnaz, nr. 13 45°45′24″N 21°14′50″E / 45.7568°N 21.2473°E      | 12 iun 1901 18 iulie 1902 Lajos Ybl         |         | [ 2 ] [ 39 ]                                           |
| 35   | Palatul Eduard Prohaska. Stil eclectic istoricist. | Str. Episcop Alexandru Bonnaz, nr. 14 45°45′25″N 21°14′50″E / 45.7570°N 21.2473°E      | c. 1888–1889 1992                           |         | [ 39 ] [ 63 ]                                          |
| 36   | Casa Benjamin Habekost (Casa Leopold Kanizsa în perioada interbelică). Stil eclectic istoricist. Stare medie (conservată).                                                            | Str. Episcop Alexandru Bonnaz, nr. 15 45°45′26″N 21°14′51″E / 45.7573°N 21.2474°E      | 10 feb 1890/ 8 oct 1890                     |         | [ 39 ] [ 64 ]                                          |
| 37   | Biserica Millennium. | P-ța Romanilor, nr. 16 45°45′24″N 21°14′52″E / 45.7568°N 21.2478°E                     | 16 iul 1896/ 13 oct 1901 Lajos Ybl          |         | [ 51 ] [ 65 ] [ 66 ]                                   |
| 38   | Palatul Georg Ladstätter (Liceul Teoretic „William Shakespeare”). | Str. Ion Luca Caragiale, nr. 6 45°45′22″N 21°14′50″E / 45.7562°N 21.2471°E             | 2 mar 1898 13 oct 1898                      |         | [ 39 ]                                                 |
| 39   | Casa Solomon Spitzer. | Str. Ion Luca Caragiale, nr. 4 45°45′22″N 21°14′48″E / 45.7562°N 21.2467°E             | 22 sep 1903 1905                            |         | [ 2 ] [ 39 ]                                           |
| 40   | Casa Alexander Meissner. | Str. Dr. Gheorghe Marinescu, nr. 5 45°45′23″N 21°14′47″E / 45.7563°N 21.2464°E         | 16 feb 1891 24 oct 1891                     |         | [ 2 ] [ 39 ]                                           |
| 41   | Palatul Stefan Elstner. | Str. Dr. Gheorghe Marinescu, nr. 3 45°45′24″N 21°14′47″E / 45.7566°N 21.2465°E         | 26 aug 1891 1 mai 1896 Eduard Reiter        |         | [ 2 ] [ 39 ]                                           |
| 42   | Palatul Adolf Grünberger (ulterior Școala Primară Israelită). Stil eclectic istoricist.                                                                                               | Str. Ion Luca Caragiale, nr. 1 45°45′23″N 21°14′46″E / 45.7565°N 21.2461°E             | c. 1897                                     |         | [ 39 ] [ 68 ] [ 69 ]                                   |
| 43   | Casa Nicolae Coșariu (Casa Miklós Kossáriu), fostul cămin de bărtrâni al comunității israelite. Stil eclectic istoricist. Aspectul actual datează din 1905. Stare medie (conservată). | Str. Ion Luca Caragiale, nr. 2A 45°45′23″N 21°14′45″E / 45.7563°N 21.2459°E            | 26 mar 1891/ 1891                           |         | [ 69 ] [ 39 ] [ 70 ]                                   |
| 44   | Sinagoga din Fabric, inițial a comunității israelite Status Quo Ante. Stil eclectic istoricist cu elemente neoromanice, gotice și maure. Are propriul său cod LMI: TM-II-m-B-06126.   | Str. Ion Luca Caragiale, nr. 2 45°45′23″N 21°14′43″E / 45.7563°N 21.2454°E             | 28 iul 1897/ 3 sep 1899 Lipót Baumhorn      |         | [ 8 ] [ 12 ] [ 45 ] [ 71 ] [ 72 ]                      |
| 45   | Casa Dr. Karl Mühlbach. | Str. Episcop Joseph Lonovici, nr. 3 45°45′21″N 21°14′43″E / 45.7559°N 21.2454°E        | 13 apr 1891 27 oct 1891                     |         | [ 2 ] [ 39 ]                                           |
| 46   | Casa Dr. Béla Fülöp. Stil eclectic istoricist. Stare bună. | Str. Rabin Dr. Ernst Neumann, nr. 4 45°45′21″N 21°14′46″E / 45.7559°N 21.2460°E        | 5 mai 1892/ 7 nov 1892                      |         | [ 8 ] [ 12 ] [ 39 ] [ 73 ]                             |
| 47   | Casa József Bócz. | Str. Dr. Gheorghe Marinescu, nr. 4 45°45′22″N 21°14′46″E / 45.7560°N 21.2460°E         | c. 1888–1889 c. 1889                        |         | [ 2 ] [ 39 ]                                           |
| 48   | Casa Maria Habekost. | Str. Dr. Gheorghe Marinescu, nr. 7 45°45′21″N 21°14′47″E / 45.7559°N 21.2463°E         | 9 sep 1892 24 iun 1893                      |         | [ 2 ] [ 39 ]                                           |

| Poz. | Descriere                                                             | Adresă, Coordonate                                           | Data instalării, Artist | Imagine | Note  |
| ---- | --------------------------------------------------------------------- | ------------------------------------------------------------ | ----------------------- | ------- | ----- |
| A    | Statuia Sf. Ioan Nepomuk. Are propriul său cod LMI: TM-III-m-A-06306. | P-ța Romanilor 45°45′26″N 21°14′52″E / 45.75717°N 21.24788°E | 1722 anonim             |         | [ 9 ] |